# جاك روبنز
جاك روبنز (بالإنجليزية: Jack Robbins)‏ هو لاعب كرة قدم أمريكية أمريكي، ولد في 23 يناير 1916 في ليتل روك في الولايات المتحدة، وتوفي في 1983.